# Cycloctenidae
Cycloctenidae Simon, 1898 è una famiglia di ragni appartenente all'infraordine Araneomorphae.

## Etimologia
Il nome deriva dal greco κύκλος, kyklos, cioè cerchio, circolare, e κτείνειν, ctèinein, cioè uccidere, ammazzare, probabilmente per la modalità di cattura della preda, ed il suffisso -idae, che designa l'appartenenza ad una famiglia.

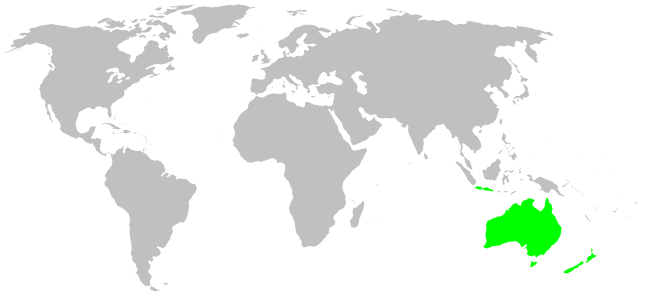
Cycloctenidae, distribuzione

## Distribuzione
La maggior parte dei generi è diffusa in Australia e in Nuova Zelanda; l'unica eccezione è Galliena, presente sull'isola di Giava.

## Tassonomia
Attualmente, a novembre 2020, si compone di 8 generi e 80 specie:
- Cycloctenus L. Koch, 1878 - Australia, Nuova Zelanda
- Galliena Simon, 1898 - Giava
- Orepukia Forster & Wilton, 1973
- Pakeha Forster & Wilton, 1973
- Paravoca Forster & Wilton, 1973
- Plectophanes Bryant, 1935 - Nuova Zelanda
- Toxopsiella Forster, 1964 - Nuova Zelanda
- Uzakia Koçak & Kemal, 2008 - Nuova Zelanda

### Generi omonimi
- Anaua Forster, 1970[2] - Nuova Zelanda